# Серро-Галан
Се́рро-Гала́н (исп. Cerro Galán или Volcán Galán) — кальдера супервулкана в Центральных Андах, административно относящаяся к департаменту Антофагаста-де-ла-Сьерра аргентинской провинции Катамарка. Обладает эллипсоидной формой и является одной из крупнейших кальдер в мире с размерами 35 × 25 км и объёмом около 2000 км³. Образовалась 2,2 млн лет назад в результате катастрофического извержения свыше 1000 км³ материала. Флора и фауна кальдеры типичны для центральноандской сухой пуны.
В связи с огромными размерами, Серро-Галан была признана кальдерой лишь в 1970-е годы благодаря фотоснимкам со спутника.

## Образование кальдеры

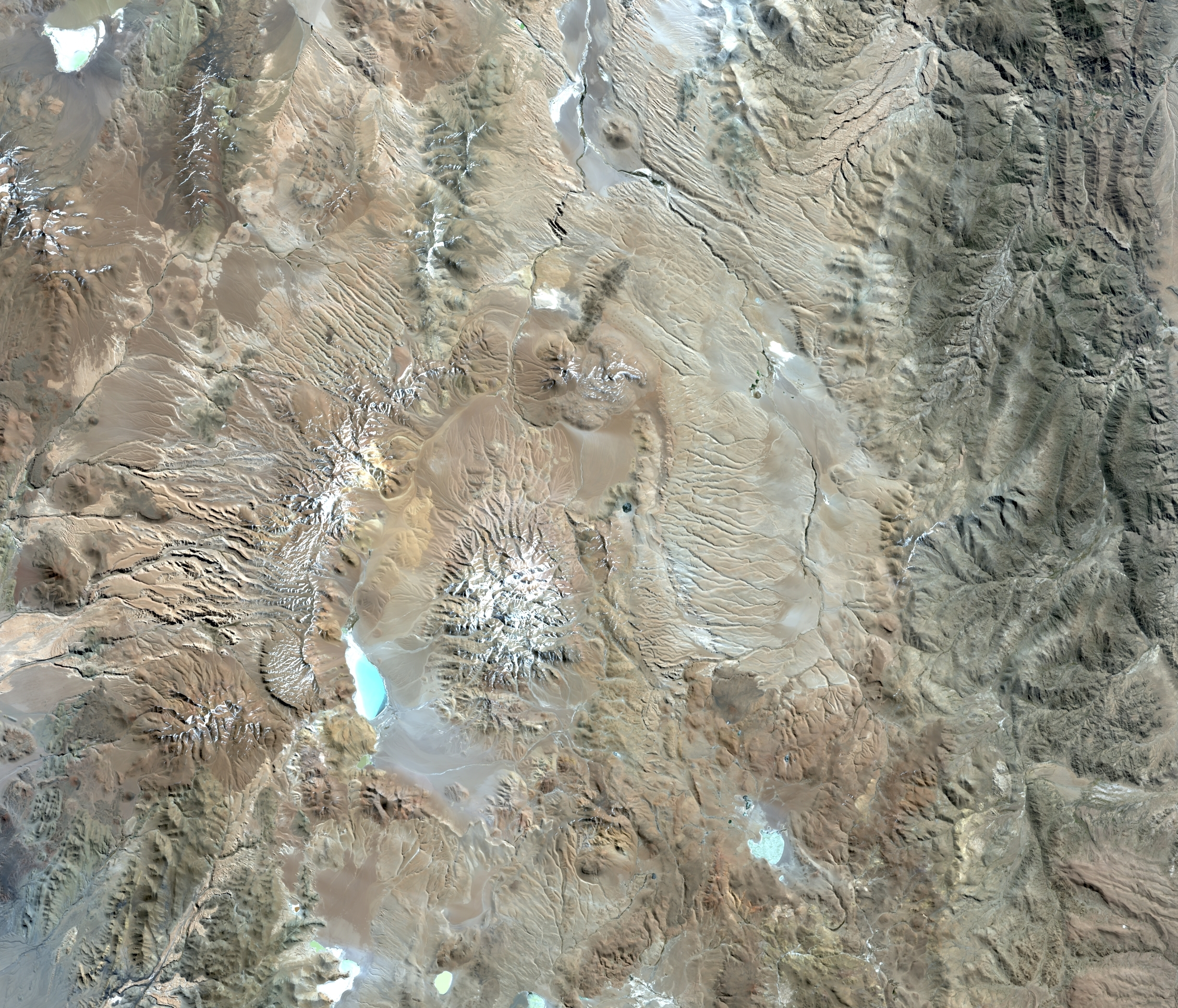
Спутниковый снимок кальдеры

Активный вулканизм в пределах местности начался примерно 15 млн лет назад с извержений нескольких стратовулканов. При этом на поверхность излились преимущественно высокосиликатные лавы: дацитовые и андезитовые. Кальдера Серро-Галан, равно как и Серро-Панисос, находящаяся севернее, ближе к границе с Боливией, приурочена к двум меридионально протяжённым геологическим разломам, находящимся на расстоянии 20 км друг от друга. Предполагается, что в промежутке 7—4 млн лет назад супервулкан испытал не менее 9 эксплозивных извержений.
Катастрофическое извержение супервулкана, которое привело к извлечению свыше 1000 км³ материала, стоит в ряду крупнейших в истории Земли с показателем вулканической эксплозивности (VEI) 8. Оно произошло, по оценкам, 2,2 млн лет назад, в плейстоцене. Вулканические фации, представленные излившимися при извержении игнимбритами, распространены в радиусе 100 км вокруг кальдеры. Мощность игнимбритов в самой кальдере достигает 1,2 км. Спустя несколько тысяч лет после извержения начался процесс возрождения вулканического купола вплоть до максимальной отметки в 6100 м над уровнем моря.

## Дно кальдеры
Дно кальдеры (свыше 4900 м над уровнем моря) в целом плоское и было в период после извержения супервулкана и до начала возрождения купола заполнено озером. В настоящее время от него остались расположенные в западной части кальдеры солёные и неглубокие озёра с бирюзовой водой: Диаманте (исп. Laguna Diamante) и Эскондида (исп. Laguna Escondida). Бирюзовый оттенок водам Диаманте придают обитающие здесь на небольшой глубине бактерии-эндолиты. Озеро примечательно предельно суровыми природными условиями, к которым приспособились эти организмы: высокая солёность (240 ‰), сильно щелочная среда (pH 11)), интенсивное ультрафиолетовое излучение (из-за значительной абсолютной высоты), возможные источники паров серы, связанные с современным вулканизмом территории, и рекордно высокий для окружающей среды и биологических сообществ уровень содержания мышьяка (230 мг/л). Неясна природа горной породы, служащий местом обитания для эндолитных микроорганизмов озера Диаманте. Она состоит из карбоната кальция и кристаллических жил красного цвета. Рентгеноструктурный анализ, впрочем, не выявил совпадения с известными доселе минералами и горными породами.
Несмотря на неблагоприятные физико-химические условия среды, Диаманте и Эскондида являются местом обитания трёх видов фламинго: чилийского, андского и короткоклювого (Джеймса).
Местность, известная как «Вулкан Галан — Лагуна-Гранде» (исп. Volcán Galán - Laguna Grande), частично входит в биосферный заповедник провинциального значения Лагуна-Бланка и рассматривается как привлекательная для экотуристов потенциальная зона консервации, достойная государственной защиты. Озёра, расположенные в кальдере Серро-Галан, относятся к группе охраняемых Рамсарской конвенцией водно-болотных угодий под названием «Высокогорные озёра и пуны Катамарки».
В районе Диаманте расположены геотермальные источники: Лас-Кочас (исп. Las Cochas) к северу от озера и Агуас-Кальентес (исп. Aguas Calientes) — к югу. Из-за температуры источников, которая может достигать 80° C, и высоты над уровнем моря, вода в Лас-Кочас и Агуас-Кальентес находится в состоянии кипения. Стекающие со склонов Серро-Галан водотоки представляют собой основной источник питания солончака (салара) Омбре-Муэрто, находящегося на границе провинций Катамарка и Сальта, а также озера Каталь (исп. Laguna Catal). Крупнейшие водотоки кальдеры — это непересыхающая река Лос-Патос (исп. Rio de Los Patos), берущая начало на северном и восточном склоне Серро-Галан, и Агуа-Кальенте, происходящая из термального источника. В водах Лос-Патос также можно найти хлориды, бор, мышьяк. Водные объекты кальдеры известны обилием форели.

## Хозяйственное освоение
Первые человеческие поселения на склонах кальдеры возникли, по данным археологических раскопок, 1500—2000 лет назад.
Геологоразведочные работы указывают на наличие в толще склонов кальдеры значительных залежей урановых руд. Содержание урана в месторождении, по результатам бурения, проведённого Wealthminerals, может достигать 0,452% U3O8. В настоящее время ставится вопрос о начале разработки этого уранового месторождения.
Кальдера представляет собой интерес для туристов. Поездки к ней осуществляются из двух близлежащих городов: Антофагаста-де-ла-Сьерра и Эль-Пеньон.